# Lee Lawrie
Lee Oscar Lawrie (16 octobre 1877 - 23 janvier 1963) était un sculpteur américain. Il participa par ses nombreuses œuvres au développement du style Art déco en Amérique du Nord. Ses principales réalisations sont les sculptures du capitole du Nebraska dans la ville de Lincoln, ses bas-reliefs agrémentant les buildings du Rockefeller Center et surtout la statue d'Atlas, figure située en face de la cathédrale Saint-Patrick à New York.